# داء نشواني قلبي
الداء النَّشواني القَلبي (بالإنجليزية: Cardiac amyloidosis)‏ فئة فرعية من الداء النشواني يترسب فيها البروتين النشواني في عضلة القلب والأنسجة المحيطة. يعرف بروتين النشواني على أنه تجمعات بروتينية غير ذوابة، قد يتحول إلى رواسب في الأذينتين أو الصمامات أو البطينين. يمكن أن تسبب هذه الرواسب تسمك أجزاء مختلفة من القلب، ما يؤدي إلى انخفاض وظائف القلب. يتسبب الانخفاض العام في وظائف القلب بظهور عدد كبير من الأعراض. أخطأ الأطباء في تشخيص هذا المرض متعدد الأجهزة في أغلب الأحيان، إذ كان التشخيص الصحيح يظهر بعد الوفاة أثناء تشريح الجثة. أما في الوقت الحالي، أدت التطورات الحديثة في التقنيات إلى زيادة القدرة على تشخيص الداء النشواني. يتألف الداء النشواني القلبي من عدة أنواع فرعية منها النوع خفيف السلسلة، والنشواني العائلي، والنشواني الشيخوخي. يعد الداء النشواني القلبي خفيف السلسلة أحد أكثر الأنواع المدروسة. يعتمد التشخيص على مدى الترسبات في الجسم ونوع الداء النشواني. ما تزال البحوث جارية بنشاط للوصول إلى طرق علاج جديدة فيما يتعلق بقصور القلب ومشاكل الداء النشواني القلبي.

## أنواعه
تتمتع الأنواع الفرعية العديدة من الداء النشواني القلبي بخصائص وبائية وتشخيصية وإنذارية مختلفة.

### النوع خفيف السلسلة (AL-CM)
يحدث هذا الشكل النادر نسبيًا من الداء النشواني القلبي بنسبة تقدر بنحو 6-10 حالات لكل مليون شخص. عادة ما يصيب هذا النوع الفرعي الذكور الذين تزيد أعمارهم عن 60 عامًا ويتطور بسرعة. يعزى حدوث هذا الشكل إلى تكدس السلاسل الخفيفة للغلوبيولين المناعي. تنشأ هذه السلاسل من خلال التوسع غير الطبيعي للخلايا البلازمية. مع مرور الوقت، تترسب هذه السلاسل الخفيفة في النسيج الخلالي داخل عضلة القلب. تشمل الاختبارات التشخيصية الرحلان الكهربي للدم والبول، والتحاليل المخبرية التي تكشف المستويات المرتفعة من التروبونين والببتيد المدر للصوديوم الدماغي، وتخطيط القلب الذي يظهر مركب كيو آر إس قليل الجهد.

### النوع العائلي (ATTRm-CM)
ينتج هذا النوع عن طفرات في البروتينات المشاركة في تكوين النشواني، منها الترانستريتين (تي تي آر)، أو الفيبرينوجين، أو صميم البروتين الشحمي أيه 1، أو صميم البروتين الشحمي أيه 2. نظرًا لتعدد الأسباب الجينية المحتملة، تعد نسب حدوث هذا النوع من المرض مختلفة. تُكتشف الغالبية العظمى من حالات الداء النشواني القلبي العائلي بعد سن الستين. تعد طفرة (Val122Ile) في مورثة الترانستريتين شائعة. تشير التقديرات إلى أن 3.5-4٪ من الأمريكيين الأفارقة في الولايات المتحدة لديهم طفرة (Val 122lle). يمكن الكشف عن هذا النوع من الداء النشواني عن طريق الفحوصات الجينية التي تظهر طفرة البروتين. يجب إجراء خزعة وتقييمها نسيجيًا لتشخيص الداء النشواني القلبي العائلي. يُستخدم في هذا التقييم النسيجي ملونات خاصة تظهر ترسب النشواني. يُعتبر ملون أحمر الكونغو أحد هذه الملونات، ويرتبط حصرًا بترسبات النشواني ويمكن تمييزه بطرق إضاءة عديدة. تحت الضوء المستقطب، تظهر ترسبات النشواني على شكل انكسار أخضر تفاحي واسم للمرض، في حين تظهر تحت الضوء الناصع بلون السلمون الوردي الفاتح. تتركز أعراض الداء النشواني العائلي في المشاكل العصبية والقلبية. تحدث التظاهرات القلبية لطفرة الترانستريتين بوتيرة أكبر في الولايات المتحدة.

### النوع الشيخوخي (ATTRwt-CM)
يعتبر هذا النوع طفرة من النوع الجامح تؤدي إلى تشكل ترسبات من الترانستريتين. يصيب عادةً الذكور الذين تزيد أعمارهم عن 70 عامًا ويتظاهر لديهم بمتلازمة النفق الرسغي. على غرار الأنواع الفرعية الأخرى من الداء النشواني القلبي، يجب أخذ خزعة للتشخيص. مع ذلك، يُشخص الداء النشواني القلبي الشيخوخي بالاستبعاد. يمكن أن تستبعد الخزعة مع التقييم النسيجي الأنواع الفرعية الأخرى مثل النوعين خفيف السلسلة والعائلي، وبالتالي تشخص النوع الشيخوخي. يُشخص هذا النوع تشخيصًا خاطئًا أغلب الأحيان، وأدى الاستخدام المتزايد لتصوير القلب بالرنين المغناطيسي إلى زيادة معدل التشخيص. تميل شدة المرض إلى أن تكون أخف من النوعين خفيف السلسلة والعائلي. يعود هذا الأمر إلى طول الزمن الذي يستغرقه تراكم ترسبات النشواني في النوع الشيخوخي.